# Klasztor franciszkanów w Pakości
Klasztor franciszkanów w Pakości – klasztor franciszkanów, wchodzący w skład prowincji wielkopolskiej, na terenie archidiecezji gnieźnieńskiej, w Pakości w województwie kujawsko-pomorskim.

## Historia
W 1628 proboszcz z Pakości ks. Wojciech Kęsicki założył kalwarię na wzór podobnej istniejącej w Kalwarii Zebrzydowskiej. Dla opieki nad pątnikami sprowadzono w 1631 franciszkanów reformatów, którzy zamieszkali w zaadaptowanym na klasztor zamku. Wówczas wzniesiono kościół, który konsekrował w 1637 sufragan gnieźnieński, bp Andrzej Gembicki.
Klasztor wspomagała datkami Ludmiła Niemojewska. Dzięki niej wzniesiono ołtarze i zakupiono obrazy. Autorem jednego z nich, Uczczenie Królowej Nieba, był nadworny malarz króla polskiego Władysława IV Wazy Bartłomiej Strobel. W 1671 sprowadzono do Pakości relikwie Krzyża Świętego. Ich kult publiczny potwierdził biskup Stanisław Dziannota. W 1680 do kościoła klasztornego dobudowano Kaplicę Matki Boskiej. Kościół przebudowano w latach 1763–1769. Klasztor ukończono w 1680 dzięki wsparciu finansowemu rodziny Działyńskich.
Reformaci opiekowali się kalwarią od 1647 do 1658 oraz od 1660 aż do kasaty w 1837. W 1787 przy klasztorze powstała szkoła łacińska. Jej istnienie usankcjonował specjalny dekret Fryderyka Wilhelma II. W staraniach o jej założenie odznaczyli się franciszkanin o. Anicet Paszkiewicz oraz mieszczanie Kazimierz Łukaszewski i Bartłomiej Lisiecki. Szkoła została zreformowana w czasach Księstwa Warszawskiego dzięki wprowadzeniu w życie norm Komisji Edukacji Narodowej. Placówkę edukacyjną zlikwidowano w 1824.
Po kasacie w 1837 zakonnicy opuścili klasztor 10 maja 1840. Klasztor i teren kalwarii przeszły w posiadanie miejscowej parafii. Franciszkanie powrócili do klasztoru w 1971. Wówczas przejęli go bracia mniejsi z Prowincji Wniebowzięcia Najświętszej Maryi Panny w Katowicach. Od 1980 franciszkanie opiekują się też miejscową parafią. Po podziale prowincji w 1991 klasztor przeszedł do Prowincji św. Franciszka w Poznaniu.